# Fándly László
Csejtei Fándly László (Szentendre, 1802 – Margita, 1859) ügyvéd, költő.

## Élete
Uradalmi ügyvéd volt, a jogot 1821–1823-ban Nagyváradon végezte; 1827-ben a királyi táblának hites jegyzője volt; azután mint ügyvéd Bihar megyébe költözött és Belényesen uradalmi ügyész lett; később megyei szolgabíró volt.

## Munkái
Tisztelet melyet mélt. és főtiszt. Laicsák Ferencz úrnak a nagyváradi deákszertartású püspöki megyéjébe lett beiktatása alkalmával áldoz. Nagyvárad, 1827.
Költeményeket írt az Urániába (1828 és 1829.)